# Srbska nogometna reprezentanca
Srbska nogometna reprezentanca (srbsko Фудбалска репрезентација Србије, Fudbalska reprezentacija Srbije) zastopa Srbijo na mednarodnih reprezentančnih tekmovanjih, nadzoruje jo Nogometna zveza Srbije. FIFA in EUFA jo priznavata kot naslednico jugoslovanske reprezentanca, leta 2010 se je prvič samostojno uvrstila na Svetovno prvenstvo v nogometu.

## Znameniti igralci
| - Savo Milošević - Dragan »Piksi« Stojković - Predrag Mijatović - Slaviša Jokanović - Siniša Mihajlović - Zoran »Bata Mirković - Darko Kovačević - Dejan Stanković - Dejan Savićević - Goran Đorović - Miroslav Đukić - Mateja Kežman - Mladen Krstajić |  | - Vladimir Jugović - Ivica Kralj - Albert Nađ - Dragoslav Jevrić - Ljubinko Drulović - Predrag Đorđević - Niša Saveljić - Igor Duljaj - Dejan Govedarica - Branko Brnović - Saša Ilić - Ivica Dragutinović |  | - Nikola Lazetić - Zvonimir Vukić - Goran Gavrančić - Ognjen Koroman - Dejan Stefanović - Slobodan Komljenović - Nemanja Vidić - Željko Petrović - Dragan Mladenović - Nenad Brnović - Goran Bunjevčević - Nenad Đorđević |

## Trenerji
- Slobodan Santrač 1994 - julij 1998
- Milan Živadinović avgust 1998 - 1999
- Vujadin Boškov 1999 - julij 2000
- Ilija Petković avgust 2000 - januar 2001
- Milovan Đorić februar 2001 - maj 2001
- Dejan Savićević, Vujadin Boškov in Ivan Ćurković maj 2001 - december 2001
- Dejan Savićević december 2001 - junij 2003
- Ilija Petković julij 2003 - junij 2006
- Javier Clemente 2006-2007
- Miroslav Đukić 2007-2008
- Radomir Antić 2008-2010
- Vladimir Petrović 2010-2011
- Radovan Ćurčić 2011-2012
- Siniša Mihajlović 2012-2013
- Ljubinko Drulović 2014
- Dick Advocaat 2014
- Radovan Ćurčić 2014-2016
- Slavoljub Muslin 2016-2017
- Mladen Krstajić 2017-2019
- Ljubiša Tumbaković 2019-2020
- Ilija Stolica 2021
- Dragan Stojković 2021-